# Cully Jazz Festival
Das Cully Jazz Festival ist ein seit 1983 jährlich Ende März und Anfang April an neun Tagen in dem Winzerort Cully VD am Genfersee stattfindendes Jazz-Festival.

## Entwicklung
Das Festival wurde 1983 durch die miteinander befreundeten Emmanuel Gétaz und Daniel Thentz gegründet. Jährlich kommen rund 65.000 Besucher (2015) auf rund 80 Konzerte an verschiedenen Stellen im Ort. Anfangs fanden die Konzerte im Salle Davel statt, der aber 1995 abbrannte, so dass das Festival in ein Zelt am Place d’Armes direkt am See verlegt wurde, der Hauptbühne. Gleichzeitig wurde die Anzahl der Plätze damit verdoppelt. Einige der Konzerte wurden auf Tonträger veröffentlicht.
Jedes Jahr feiert das Dorf Cully den Jazz mit renommierten Konzerten und zahlreichen treuen Jazzfans, die nach Lust und Laune von einem «Caveau» (Keller) zum anderen spazieren und die Atmosphäre des Winzerortes mit seinen Gassen, Kellern und Seepromenaden und die Mischung zwischen den kostenpflichtigen Konzerten des IN Festivals und den kostenlosen Konzerten des OFF Festivals geniessen.
Die drei Bühnen des IN Festivals sind: «Chapiteau», «Next Step» und «Temple». Auf diesen Bühnen traten hervorragende Künstler wie Bobby McFerrin, Wayne Shorter, Gilberto Gil, Madeleine Peyroux, Marianne Faithfull, Dee Dee Bridgewater, Charles Lloyd, Jan Garbarek, Carla Bley, Marcus Miller, Michel Petrucciani, John Scofield, Ahmad Jamal, Monty Alexander, Gregory Porter oder auch Lisa Simone auf.
Mit seinen zwölf Restaurants und Kellern («Caveaux»), die im ganzen Dorf verstreut sind, ist das OFF Festival ein Sprungbrett für viele junge Jazztalente der Schweiz. Es geschieht in der Tat häufig, dass ein Künstler des OFF Festivals sich ein paar Jahre später im Programm des IN Festivals wiederfindet. Es kommt aber auch vor, dass ein Künstler des IN Festivals wieder auf eine OFF Bühne des Cully Jazz zurückkehrt.
Während die Zahl der drei IN-Bühnen und zwölf OFF-Clubkonzertvenues gleich blieb, nahm die Zahl der Konzerte sogar deutlich zu. So meldeten die Veranstalter für 2017 rund 90 kostenlose Auftritte und 36 kostenpflichtige Konzerte bei 14.500 verkauften Tickets.
Der Deutschlandfunk Kultur zeichnete 2017 einige der Konzerte auf und sendete sie einige Monate später in seiner „In Concert“-Reihe.

## Diskografische Hinweise
- Reto Weber / Chico Freeman /  Albert Mangelsdorff & The Percussion Orchestra Live at Cully Jazz Festival (1986)
- Robin Kenyatta Live at Cully (1989)
- Monty Alexander Live at the Cully Select Jazz Festival 1991
- Géo Voumard The New Trio Live 2003
- Dhafer Youssef Live at Cully Jazz Festival (2008)
- Erik Truffaz Rendez-Vous (Paris – Benares – Mexico) (2008)

### Vorangegangene Ausgaben
| Programm 2017 | Programm 2016 | Programm 2015 | Programm 2014 | Programm 2013 |
| Programm 2012 | Programm 2011 | Programm 2010 |               |               |

## Belege
1. ↑  Cully Jazz 35. Ausgabe 2017 in Zahlen, abgerufen am 11. September 2017
2. ↑  Cully Jazz Festival 2017 Schweizer Präzision am Klavier, DLF Kultur vom 4. September 2017, abgerufen am 11. September 2017